# Wierchnij Jar (obwód swierdłowski)
Wierchnij Jar (ros. Верхний Яр) – wieś (dieriewnia) w Rosji, w obwodzie swierdłowskim, w okręgu miejskim Ałapajewska. W 2010 liczyła 125 mieszkańców.